# Illustreret Videnskab
Illustreret Videnskab (ISSN 0109-2456) er et populærvidenskabeligt tidsskrift (oplag: 370.000) inden for naturvidenskab og teknik. Bladet blev første gang udgivet i februar 1984 af Fogtdals Blade A/S, men udgivelsen blev senere overtaget af Bonnier Publications A/S. Det var på 84 sider og udkom hver måned. Fra 1995 blev antallet af årlige numre gradvist øget fra 13 til 17 i 2003. Bladet udgiver også temanumre, hvor sideantallet er større end i de almindelige udgaver. 4500 har abonneret på bladet siden nr. 1 i 1984.
Forlaget har i forlængelse af bladet udgivet forskellige populærvidenskabelige bøger og bogsamlinger. Bl.a. Videnskabens Verden på 24 bind fra 1986-90 (oversat fra engelske Equinox) og en række serier fra BBC omhandlende astronomi, historie, palæontologi osv., der er blevet oversat.
Den 20. oktober 2005 påbegyndte Bonnier publikationen af søstermagasinet Illustreret Videnskab - Historie (ofte omtalt blot som Historie, ISSN 0806-3915), der udkommer en gang om måneden med forskellige historiske temaer.

## Illustreret Videnskab i andre lande
Island (Lifandi Vísindi), Norge (Illustrert Vitenskap), Sverige (Illustrerad Vetenskap), Finland (Tieteen Kuvalehti), Tyskland (Science Illustrated, tidligere Illustrierte Wissenschaft), USA (Science Illustrated), Grækenland og Holland (Wetenschap in Beeld), Letland (Ilustrētā Zinātne) og Litauen (Iliustruotasis Mokslas), Slovenien og Australien (Amazing Science) og Estland (Imeline teadus) til november. Den australske version blev lanceret i slutningen af 2009 af det australske Media Properties, som også udgiver den teknologi-fokuserede titel Popular Science. Senere skal Illustreret Videnskab også udkomme i Belgien og New Zealand. Det udkom i Rusland under navnet Иллюстрированная наука fra 2010. Bladene er, bortset fra sproget, ret ens.

## Udgivelsesfrekvens
Finland, Sverige, Norge og Danmark (indbefatter også Grønland), hver 3. uge, Island; 14 numre om året, Letland, Grækenland, Holland og Litauen; 12 numre om året, Tyskland og USA; 6 numre om året. Har i alt ca. 3 millioner læsere på verdensplan.

## Priser
i 1999 modtog bladet den danske Genius Award for god kommunikation af videnskaben.